# Vincent Briant
Pour les articles homonymes, voir Briant.
Vincent Briant est un footballeur français né le 9 mars 1986 à Quimperlé. Il évolue au poste de gardien de but.

## Biographie

### Parcours professionnel
Formé au FC Nantes, il est l'un des quatre joueurs suivis par L'Académie du Foot, une émission quotidienne d'une semaine sur Arte suivant le parcours de jeunes joueurs nantais. Après cette apparition télévisée, Vincent Briant signe son premier contrat professionnel au FC Nantes Atlantique pour une durée de trois ans jusqu'en juin 2009. 
Il joue son premier match professionnel avec son club formateur en Coupe de France, contre l'équipe de Division d'honneur de l'USSA Vertou qui se solde par une victoire 2-0 des Nantais. Il effectue ensuite quelques matchs avec le FCN en Ligue 1, notamment lors d'une victoire contre Marseille. Le club va ensuite être relégué en Ligue 2.
En manque de temps de jeu à Nantes malgré la descente en Ligue 2, il signe un contrat de trois ans au CS Sedan-Ardennes le 10 juillet 2008. Utilisé comme doublure de Patrick Regnault lors de la saison 2008-2009, il ne parvient pas à convaincre son entraîneur lors des quinze matchs qu'il dispute sous ses nouvelles couleurs. En début de saison 2009-2010, pour combler le départ à la retraite du portier emblématique de Sedan, le club recrute Benoît Costil et il est une nouvelle fois numéro 2 dans la hiérarchie sedanaise.
En fin de contrat en 2011, il n'est pas conservé et, agent libre, effectue le stage d'intersaison de l'UNFP. Retiré du football professionnel, après un essai infructueux au Vannes OC et une touche au Vietnam, Vincent Briant se reconvertit au poste d'attaquant pour le compte du club amateur du FC Odet.

### Après-carrière
Sorti du monde professionnel, il prend une licence au FC Odet, en première division de district. Il remise ses gants et enfile le maillot de numéro 9, en devenant durant la saison 2011-2012 le meilleur buteur de son équipe avec 27 buts marqués et permet à son équipe de monter en Promotion d'Honneur. 
En avril 2012, il rachète l'entreprise Monsieur Store avec son frère à Quimper et en devient le patron. Il rachète également une ferme à Saint-Évarzec qu'il restaure, où sa femme y tient un élevage de chats et de chiens. Très peu présent pour son équipe lors de la saison 2012-2013, il réussit quand même à y inscrire une dizaine de buts et connait une montée en Division d'Honneur Régionale.

## Parcours en sélection
Titulaire indiscutable avec les moins de 16 ans français, il est moins utilisé avec les sélections suivantes, cantonné à un rôle de doublure ou de réserviste.
Il compte trois sélections avec la Bretagne : 0-2 Corse, 2-1 Togo (2010) et 0-1 Guinée Équatoriale (2011).

## Carrière
| Saison    | Club              | Pays   | Division | Matchs | Buts |
| --------- | ----------------- | ------ | -------- | ------ | ---- |
| 2006-2007 | FC Nantes         | France | 1        | 8      | 0    |
| 2007-2008 | FC Nantes         | France | 2        | 1      | 0    |
| 2008-2009 | CS Sedan-Ardennes | France | 2        | 12     | 0    |
| 2009-2010 | CS Sedan-Ardennes | France | 2        | 1      | 0    |
| 2010-2011 | CS Sedan-Ardennes | France | 2        | 0      | 0    |